# Marba
El marba (maraba, azumeina, kolong, kulung) és una llengua txadiana pertanyent a la subdivisió de les llengües masses parlada per uns 125.000 individus a la prefectura Tandjilé, al sud-est del Txad.